# 悲しみのミルク
『悲しみのミルク』（スペイン語: La teta asustada、英語: The Milk of Sorrow）は、2009年のペルーの映画作品である。第59回ベルリン国際映画祭では金熊賞を受賞し、更に同年のアカデミー賞外国語映画賞にもノミネートされた。

## キャスト
- ファウスタ: マガリ・ソリエル
- アイダ: スシ・サンチェス
- ノエ: エフライン・ソリス
- マリノ・バリョン

## 映画賞受賞・ノミネート
| 映画祭・賞         | 部門                 | 候補                 | 結果       |
| ------------------ | -------------------- | -------------------- | ---------- |
| ベルリン国際映画祭 | 金熊賞               | クラウディア・リョサ | 受賞       |
| ベルリン国際映画祭 | 国際批評家連盟賞     | クラウディア・リョサ | 受賞       |
| アカデミー賞       | 外国語映画賞         | ペルー               | ノミネート |
| ゴヤ賞             | スペイン語外国映画賞 | クラウディア・リョサ | ノミネート |